# Erhard III. von Le Puiset

Das Wappen der Herren von Le Puiset

Erhard III. von Le Puiset (franz.: Evrard oder Érard; † 21. August, wohl 1099) war ein Herr von Le Puiset und Vizegraf von Chartres.
Er entstammte dem Haus Le Puiset und war der älteste von drei Söhnen des Herrn Hugo I. Blavons und der Alix von Montlhéry.
Beim Tod seines Vaters am 23. Dezember 1094 erbte Erhard dessen Herrschaft. Verheiratet war er mit Alice von Corbeil, durch die seine Familie einen Anspruch auf die Grafschaft Corbeil erwarb, was für ihren gemeinsamen Sohn Hugo III. von Bedeutung war.
1096 schloss sich Erhard dem Heer seines Lehnsherrn, Graf Stephan von Blois, zum ersten Kreuzzug an. In Kleinasien schloss er sich dem Gefolge des Bohemund von Tarent an und zeichnete sich 1098 als Truppführer in der Schlacht von Antiochia gegen Kerboga aus. Anschließend schloss er sich Tankred an und führte dessen Ritter 1099 bei der Belagerung von Jerusalem. Als diese beim Sturmangriff auf die Stadt zu fliehen beabsichtigten, konnte Erhard sie zur Umkehr bewegen und so den Tag für Tankred retten, was von dem Kreuzzugschronisten Radulf von Caen besonders gewürdigt wurde.
Danach wird von Erhard nicht mehr berichtet. Der Nekrolog der Kathedrale von Chartres verzeichnet seinen Todestag auf den 21. August, erwähnt allerdings nicht das Jahr. Möglicherweise starb er im Jahr 1099, an Wunden, die er aus der Schlacht von Askalon davongetragen haben könnte, die am 12. August 1099 stattfand.
Während seiner Abwesenheit führte sein Bruder Hugo II. die Verwaltung auf Le Puiset. Nachdem der Bruder 1106 selbst in die Ferne zog, konnte Hugo III. sein Erbe übernehmen.